# Lampeskærm
 En lampeskærm er den del af en lampe, der retter lyset fra lyskilden i en bestemt retning, og dermed forhindrer blændning. Lampeskærme fremstilles ofte af stof, metal eller matteret glas, men findes i en lang række andre materialer. Da glødelampepærer bliver meget varme, tjener lampeskærmen tillige som beskyttelse mod direkte berøring af denne. Af samme årsag er materialevalg og design af den ikke udelukkende et æstetisk valg, men er også underlagt brandhensyn. I dag er glødepæren udgået af produktion i Danmark og med moderne LED pærer er varmehensynet ikke det bærende element ved lampeskærme. Det er beskyttelse mod blænding ved og fokusering af lyset fra pærerne, der nu er skærmens primære funktion.
Udover at dirigere udstrålingen af lys fra pæren tjener lampeskærmen også til at ændre lyset, der kommer fra lampen. Dette kan gøres med forskellige farver, former og mønstre på skærmene.

## Montering af lampeskærme
Lampeskærme monteres på en lampe enten ved brug af et stativ eller ved en pæreklemme.

### Pæreklemmer
En pæreklemme er en lille klemme, der er bygget ind i lampeskærmen og klemmes ned over pæren, så skærmen bliver holdt direkte på pæren. Pæreklemmer er afhængige af pæretypen for at kunne påsættes ordentligt.

### Skærmstativer (Bærering)
Et skærmstativ er enten bygget i lampeskærmen, på selve lampen eller er løst, så lampeskærmen kan lægges på ved en bærering i lampeskærmen. Fordelen ved et skærmstativ frem for en pæreklemme er, at skærmstativet kan bære tungere lampeskærme og sidder mere stabilt på lampen. Hvis skærmstativet ikke er bygget fast på selve lampen, så monteres stativet normalt på fatning, hvor man isætter pæren.
Skærmstativer, der påsættes lampens fatning, skal have den rigtige størrelse for at kunne påsættes. I Danmark er normen 40mm i diameter, men mange gamle lamper har det gamle mål på 34mm. Recesringe anvendes til at montere et 40mm skærmstativ på en 34mm fatning.